# タシュケント市営トロリーバス

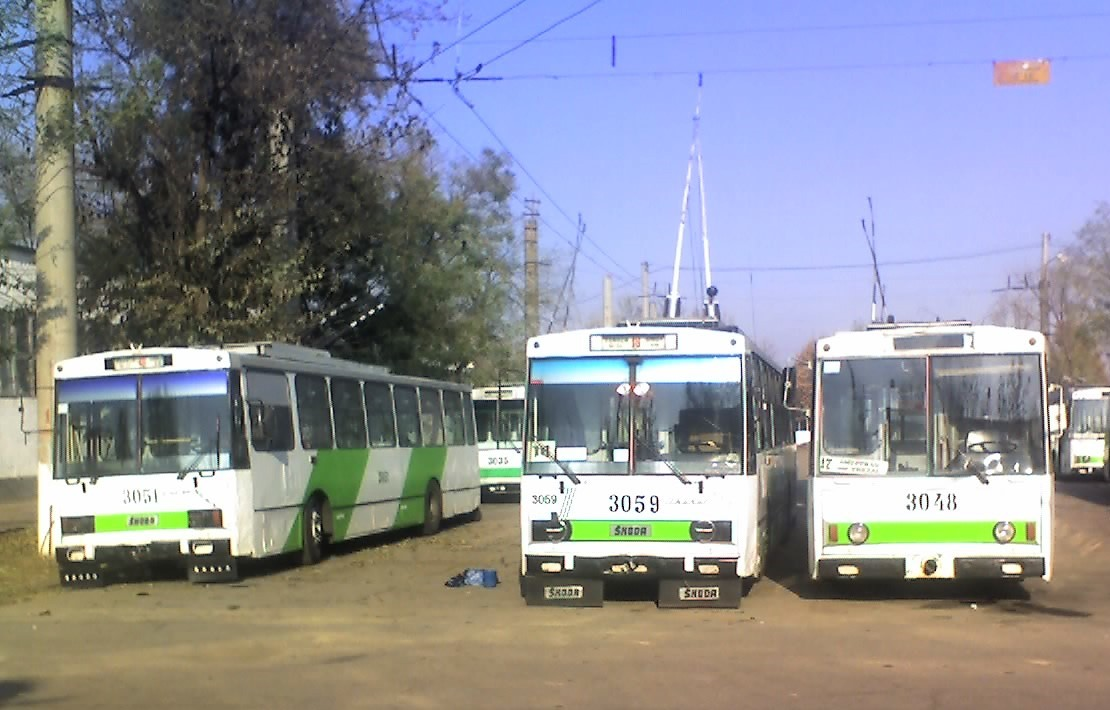
タシュケント市営トロリーバス

タシュケント市営トロリーバス (ロシア語: Ташкентский троллейбус) はウズベキスタンの首都タシュケントで運行されていた市営のトロリーバスである。2010年に運行廃止が決まった。

## 概要
タシュケント市営トロリーバスはソビエト連邦時代の1947年に運行が始まった。当初は運行距離約15分の小さな路線で、タシュケント市内主要地域を結ぶ路線だった。1948年に2路線、1949年に3路線へと増加し、1950年には2路線増えて5路線、1951年には6路線へと増加した。これらの路線は全てウズベキスタン鉄道のタシュケント駅を終点として接続しており、タシュケント市内の各地域を結ぶ仕組みになっていた。1962年にはアルナサイ号 (Арнасай)と呼ばれる改良型トロリーバスが導入された。2010年に運行が廃止されるまでの最大路線数は28だった。
1960年時点において、市営トロリーバスは平均走行速度16.5km/hで、同じくタシュケント市内を走行していたタシュケント市電の12.5km/hより早かった。

## 走行車両

### 2010年時点の車両
- シュコダ14Tr
- ZiU-9（英語版）

### 廃止車両
- MTB-82（ドイツ語版）
- ZiU-5（英語版）
- SVARZ-TBEC（ロシア語版）
- ZiU-10（英語版）

## ギャラリー

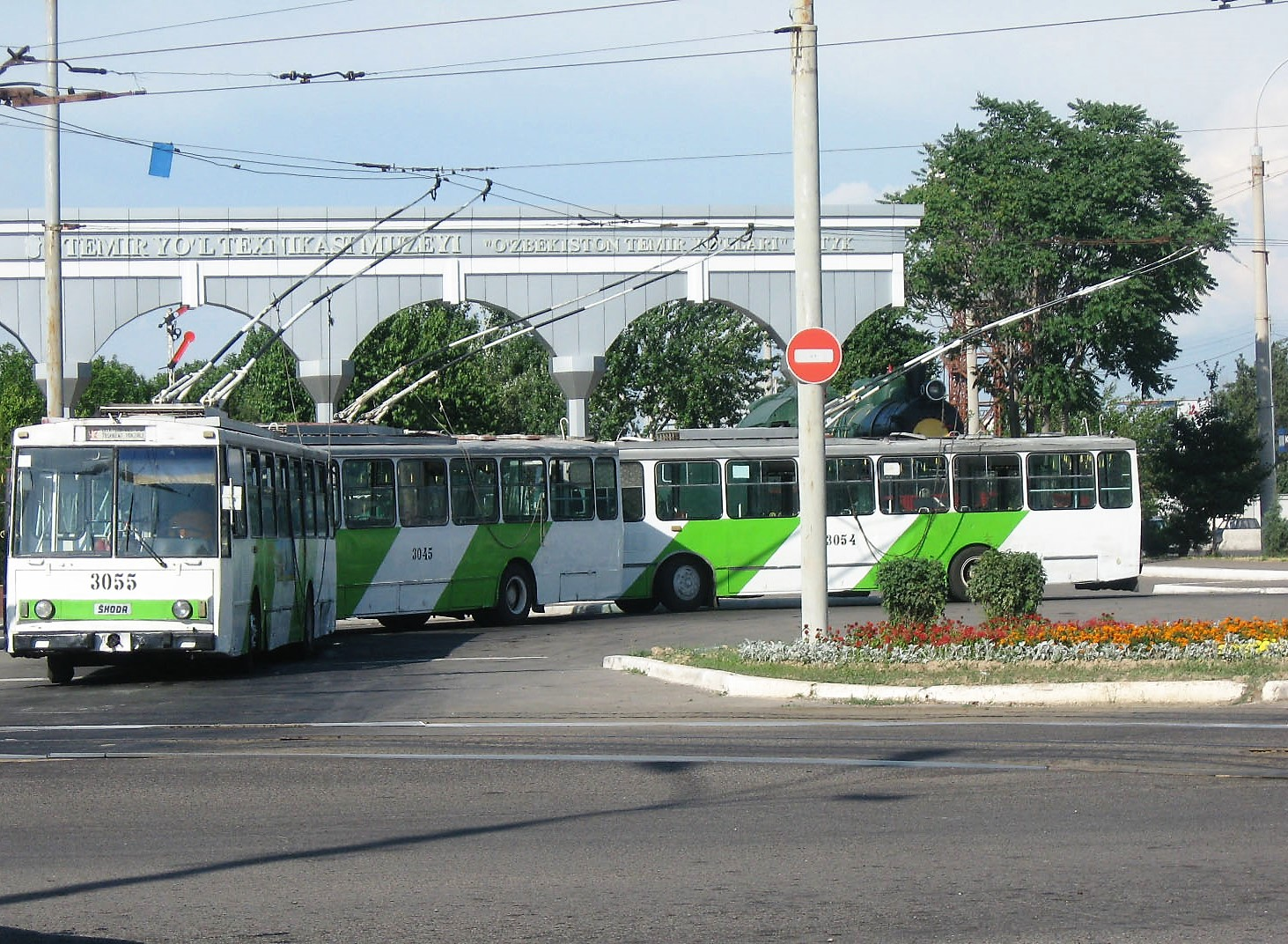
17番線を走行するシュコダ 14Tr
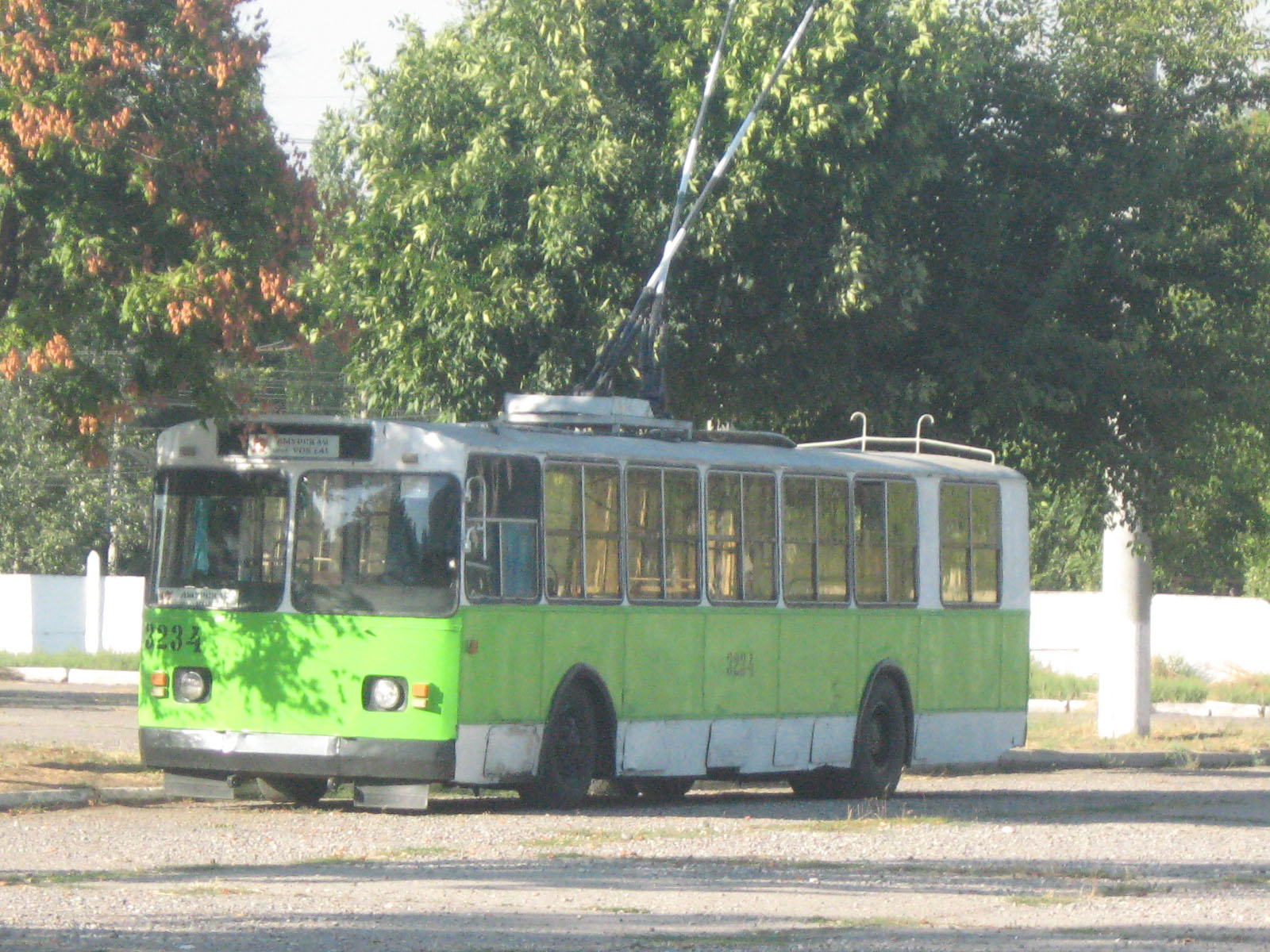
市内を走行するZiU-682
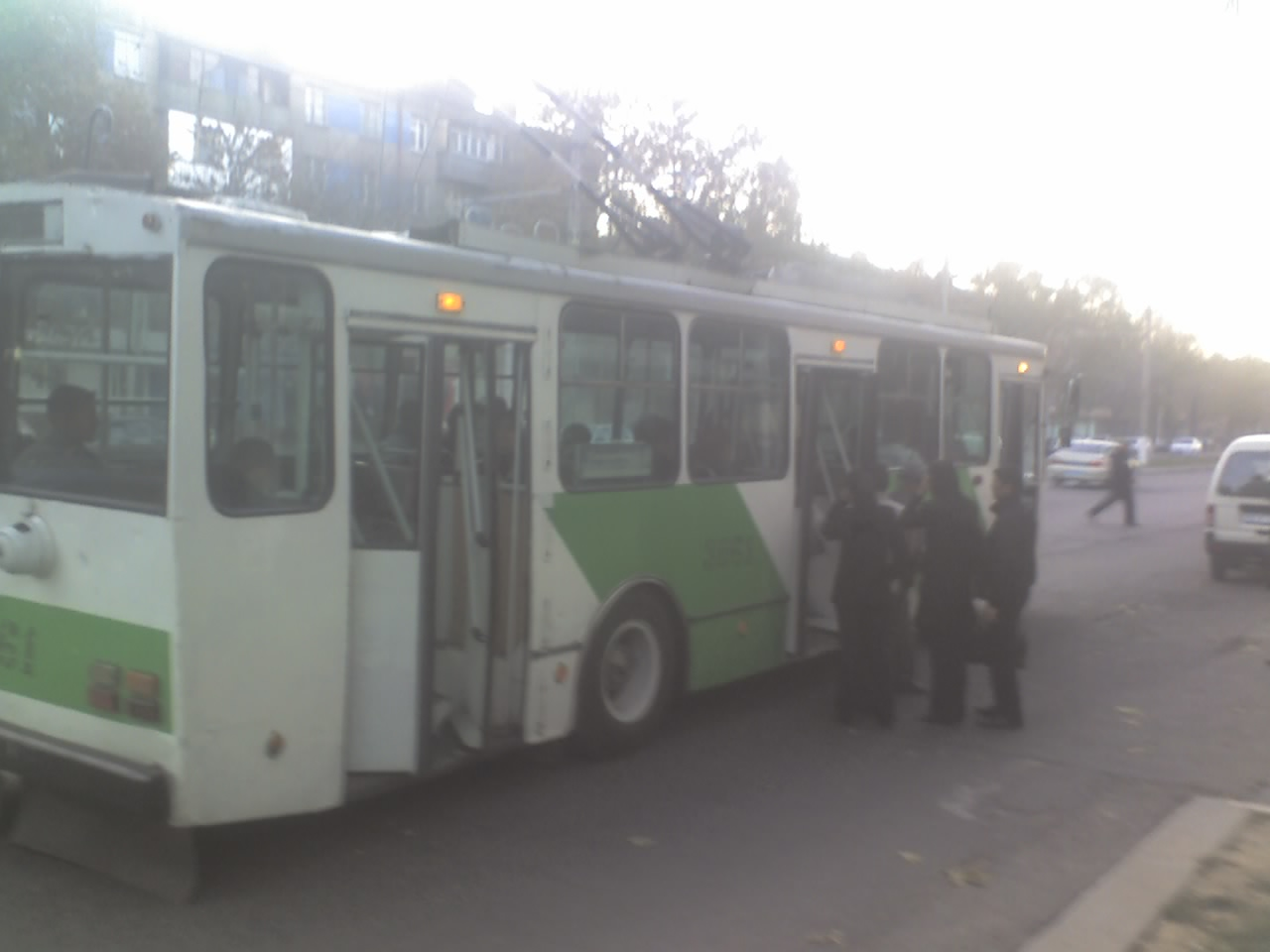
チランザール1号線 (6番線)を走行するシュコダ 14Tr